# سعدان عنكبوتي أبيض الخد
سعدان عنكبوتي أبيض الخد (الاسم العلمي: Ateles marginatus) هو نوع من الحيوانات يتبع جنس سعدان عنكبوتي من فصيلة السعادين عنكبوتية.